# Chaetopsylla hangchowensis
Chaetopsylla hangchowensis är en loppart som beskrevs av Liu Chiying 1939. Chaetopsylla hangchowensis ingår i släktet Chaetopsylla och familjen grävlingloppor. Inga underarter finns listade i Catalogue of Life.